# Parafia Wniebowstąpienia Pańskiego w Brzeżnie
Parafia pw. Wniebowstąpienia Pańskiego w Brzeżnie – rzymskokatolicka parafia należąca do dekanatu Świdwin, diecezji koszalińsko-kołobrzeskiej, metropolii szczecińsko-kamieńskiej. Została utworzona w 1951 roku. Siedziba parafii mieści się pod numerem 24.

## Miejsca święte

### Kościół parafialny
Kościół pw. Wniebowstąpienia Pańskiego w Brzeżnie
Kościół parafialny został zbudowany w XIX wieku, poświęcony 1947.

### Kościoły filialne i kaplice
- Kościół pw. św. Michała Archanioła w Łabędziach
- Kościół pw. św. Antoniego Padewskiego w Pęczerzynie
- Kościół pw. Matki Bożej Dobrej Rady w Rzepczynie
- Kościół pw. Matki Bożej Częstochowskiej w Więcławiu
- Kaplica w Młodzieżowym Ośrodku Wychowawczym w Rzepczynie